# Alessa-Catriona Pröpster

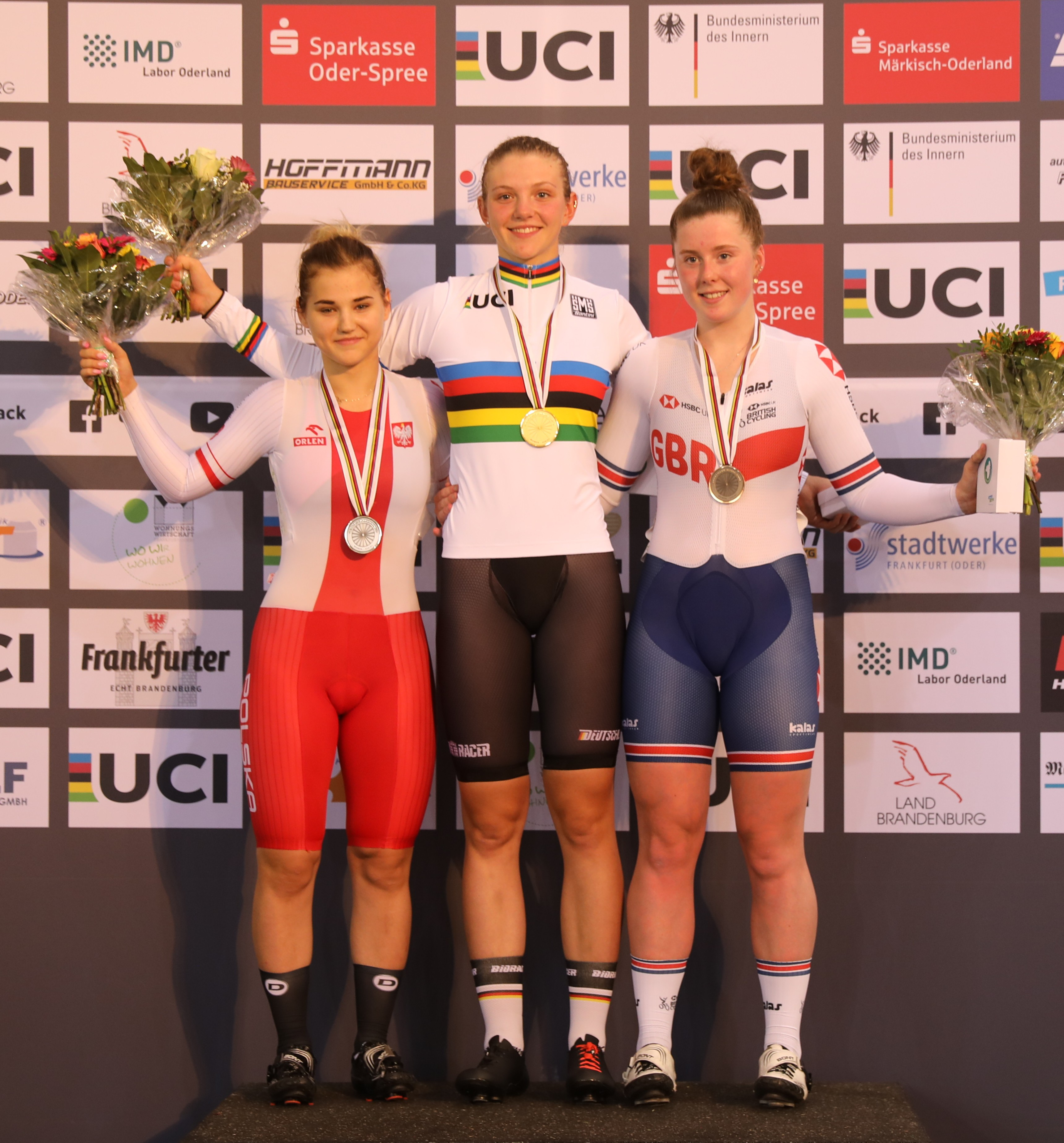
Pröpster (M.) als Junioren-Weltmeisterin im Sprint, mit Nikola Seremak (l.) und Emma Finucane (2019)

Alessa-Catriona Pröpster (* 4. März 2001 in Hechingen) ist eine deutsche Radsportlerin, die sich auf die Kurzzeitdisziplinen auf der Bahn spezialisiert hat.

## Sportlicher Werdegang
2013 begann Alessa-Catriona Pröpster bei der RSG Zollern-Alb ’82 mit dem Radsport. Ab 2017 besuchte sie das Heinrich-Heine-Gymnasium in Kaiserslautern, eine Eliteschule des Sports, wo sie 2020 ihr Abitur ablegte.
2018 hatte Pröpster ihren ersten großen internationalen Erfolge, als sie gemeinsam mit Lea Sophie Friedrich Junioren-Weltmeisterin im Teamsprint wurde und im 500-Meter-Zeitfahren Bronze errang. Beim Schulsport erlitt sie Anfang des Jahres 2019 Bänderrisse am Sprunggelenk. Trotz dieser Verletzung holte sie bei den Bahnradsport-Europameisterschaften der Junioren/U23 2019 in Gent die Titel in Sprint und Keirin sowie Silber im Zeitfahren und Bronze im Teamsprint. Bei den wenig später stattfindenden Junioren-Weltmeisterschaften gewann sie erneut vier Medaillen: Gold in Sprint und Keirin, Silber im 500-Meter-Zeitfahren und mit Christina Sperlich und Katharina Albers im Teamsprint. Anschließend musste sie am Sprunggelenk operiert werden und konnte längere Zeit nicht trainieren. 2020 wurde sie mit Lea Sophie Friedrich und Pauline Grabosch U23-Europameisterin im Teamsprint.
Von 2020 bis 2023 gewann Pröpster jedes Jahr Medaillen bei den U23-Europameisterschaften, darunter fünf Goldmedaillen. Seit 2021 startet Pröpster international auch in der Elite und kommt regelmäßig für die deutsche Nationalmannschaft im UCI Track Cycling Nations’ Cup zum Einsatz, erstmals 2021 in Sankt Petersburg. Ihre herausragenden Ergebnisse waren zwei Siege 2023 im Keirin sowie im Teamsprint. Gemeinsam mit Pauline Grabosch, Emma Hinze und Lea Sophie Friedrich wurde sie 2023 Europameisterin im Teamsprint. Aufgrund ihrer Leistungen konnte sie an der Kurzzeit-Wettbewerben der UCI Track Champions League 2023 teilnehmen, wo sie drei von zehn Rennen gewann, zeitweise das Gesamtklassement anführte und am Ende Zweite wurde.
An den Olympischen Spielen in Paris 2024 nahm Pröpster als Ersatzfahrerin teil, kam jedoch nicht zum Einsatz.

## Berufsweg
Seit September 2020 ist Alessa-Catriona Pröpster Angehörige der Spitzensportförderung der Bundespolizei. Die Polizeimeisteranwärterin absolviert in der Bundespolizeisportschule Kienbaum eine Ausbildung zur Polizeivollzugsbeamtin.

## Trivia
Ihren zweiten Vornamen Catriona verdankt Pröpster der Verehrung ihres Vaters für die kanadische Eisschnellläuferin Catriona LeMay Doan.

## Erfolge

### Bahn
2017
- Deutsche Jugend-Meisterin – Sprint, Keirin, 500-Meter-Zeitfahren, Einerverfolgung, Omnium

2018
- Junioren-Weltmeisterin – Teamsprint (mit Lea Sophie Friedrich)
- Junioren-Weltmeisterschaft – 500-Meter-Zeitfahren

2019
- Junioren-Weltmeisterin – Sprint, Keirin
- Junioren-Weltmeisterschaft – 500-Meter-Zeitfahren, Teamsprint (mit Christina Sperlich und Katharina Albers)
- Junioren-Europameister – Sprint, Keirin
- Junioren-Europameisterschaft – 500-Meter-Zeitfahren
- Junioren-Europameisterschaft – Teamsprint (mit Christina Sperlich)
- Deutsche Junioren-Meisterin – Sprint, Keirin, 500-Meter-Zeitfahren, Teamsprint (mit Sophie Deringer und Katharina Albers)

2020
- U23-Europameisterin – Teamsprint (mit Lea Sophie Friedrich und Pauline Grabosch)

2021
- U23-Europameisterschaft – Sprint, Keirin, Zeitfahren
- Europameisterschaft – Teamsprint (mit Pauline Grabosch und Lea Sophie Friedrich)

2022
- U23-Europameisterin – Sprint, Keirin, Teamsprint (mit Katharina Albers und Christina Sperlich)
- U23-Europameisterschaft –500-Meter-Zeitfahren

2023
- Europameisterin – Teamsprint (mit Pauline Grabosch, Emma Hinze und Lea Sophie Friedrich)
- U23-Europameisterin – Sprint
- Nations Cup in Jakarta – Teamsprint (mit Lea Sophie Friedrich, Pauline Grabosch und Emma Hinze)
- Nations Cup in Milton – Keirin
- Deutsche Meisterin – Keirin
- Track Champions League – drei Einzelsiege

### Straße
2017
- Deutsche Jugend-Meisterin – Einzelzeitfahren